# Etrich Taube
Az Etrich Taube a levegőnél nehezebb, motoros repülés hőskorszakának egyik legfontosabb európai géptípusa, és az első nagy szériában épített repülőgéptípus volt. A rendkívül stabil kétüléses monoplán meghatározó szerepet játszott az első világháború előtti korszak pilótaképzésében, különösen az Osztrák–Magyar Monarchiában, Németországban valamint Olaszországban. Katonai alkalmazására már 1911-től sor került. Felderítő, bombázó és vadász feladatokat egyaránt ellátott. Bár 1914 végére elavult és frontvonalbeli szolgálatra alkalmatlanná vált, megmaradó példányai a pilótaiskolákban és civil alkalmazásban még sokáig használatban maradtak.

## Története

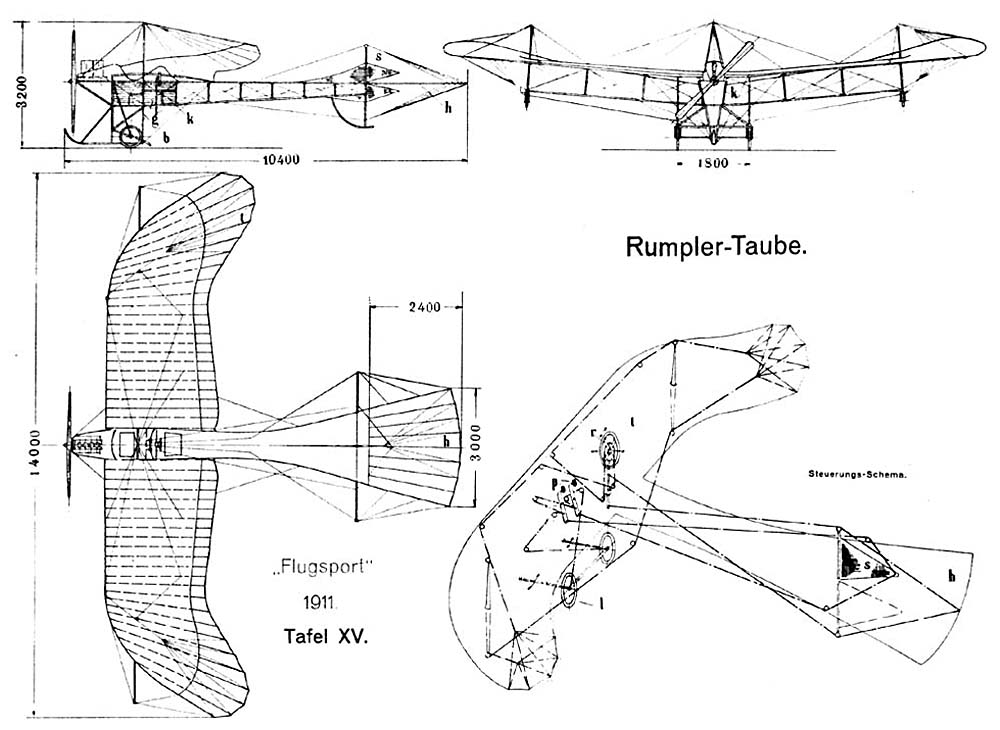
A Taube tervrajza 1911-ből

Az Etrich Taubét Ignaz „Igo” Etrich tervezte pilótabarátja, Karl Illner közreműködésével. A gép első repülésére 1909 júliusában került sor. A repülőgép németországi gyártásának jogát a Rumpler nevű cég szerezte meg, amely Rumpler Taube néven gyártotta és forgalmazta termékét, ám hamarosan beszüntette a licencdíj fizetését. Igo Etrich a jogi vita elhúzódása és a világháború kitörése miatt úgy döntött, hogy inkább lemond szabadalmi jogáról, és azt közhasználatúvá teszi. Ez a döntés hozzájárult a gép széles körű elterjedéséhez, lévén, hogy Etrich gépét végül több mint 40 cég gyártotta különböző márkaneveken.
Neve ellenére (Taube = galamb) Igo Etrichet nem a madárszárnyak formája inspirálta terve megrajzolásakor, hanem a Zanonia macrocarpa nevű növény magjai, amelyek lassú egyenletes siklással, pörgés nélkül érik el a földet.
A gép legfőbb sajátossága a mozgatható vezérsíkok hiánya volt. Irányítása a szárnyvégek huzalokkal való begörbítése révén történt. Ez a sajátos megoldás megfelelt a kis sebességű repülés követelményeinek és végtelenül jóindulatúnak bizonyult kezdő pilóták kezében. Ha ugyanis hibázott a pilóta, és elengedte utána a kormányt, a szárnyprofillal egybeépített „vezérsíkok” – valójában hajlítható szárnyelemek – visszaálltak alaphelyzetbe.
Az Etrich Taube kora első megbízható repülőgépeként a repülés iránt rajongók kedvencévé vált, számos elsőség és rekord felállítása fűződött hozzá. Magyarországon a rákospalotai „ősrepülő” Steinschneider Lilly Taubéval lett díjnyertes az 1913-as Szent István-napi repülőversenyen, de Taubét használt az első norvég pilóta, Hans Fleischer Dons is.

## Katonai alkalmazása
Taubék katonai alkalmazására elsőként az Osztrák–Magyar Monarchiában került sor, ahol már 1910-ben használták a Petróczy István által vezetett bécsújhelyi pilótaiskolában, amely ekkoriban a Monarchia katonai pilótaképzésének legfőbb színtere volt.  Petróczynak ugyancsak úttörő szerepe volt a felderítői szerepkörben alkalmazható eljárások kidolgozásában. Az első ilyen kísérletre egy szolnoki hadgyakorlat alkalmából került sor, ahol Petróczy személyesen vezette a négy Taubéból álló felderítő köteléket. Az Etrich Taube stabilitása és jó kezelhetősége mellett előnnyel járt a hártyavékony szárny áttetszősége. A földi megfigyelők tapasztalatai szerint a Taubék 400 méternél messzebbről szinte észrevehetetlenek voltak, a francia katonák ennek megfelelően „a láthatatlan repülőgép”-ként emlegették.
„Bombázói” szerepkörben alkalmazták a Taubékat az 1911-es olasz-török háború líbiai hadszínterén, majd a Balkán háborúkban. Ezekben a bevetésekben az új harceszköz a 2 kg-os bombák közvetlen hatásánál nagyobb pszichológiai hatást ért el az ellenfelek soraiban. Az ellenség moráljára gyakorolt hatással tudatosan számoltak az új fegyvernem vezetői. Az első világháború kezdetén olyan akciók fűződtek a géptípushoz, mint Párizs röpcédulákkal való bombázása, a London elleni első légitámadás vagy a cári hadseregek által ostromlott és körülzárt Przemyśl erődbe való berepülés, majd a katonák leveleivel a saját vonalak bravúros elérése (Tauszig Aladár főhadnagy vakmerő vállalkozása).
Az első légiharcok megvívásában is részük volt a Taubéknak. 1914. augusztus 25-én a brit repülőhadtest egy Taubéval szemben érte el első légigyőzelmét. Az incidens során a brit pilóták leszállásra kényszerítették a német gépet, mellette ők is földreszálltak, majd a német személyzetet a közeli erdőig kergették. A német fél szerint azonban az első „igazi” légiharc 1915. február 12-én folyt le Brüsszel fölött, ahol egy német Taube lelőtt egy angol felderítőgépet. A kezdeti sikerek után az egyre jobban felfegyverzett és egyre nagyobb teljesítményű repülőgépek véget vetettek a mind teljesítményben, mind fordulékonyságban lemaradó Taubék dicsőségének.
Az Etrich Taube múzeumi példányai megtekinthetők számos ausztriai és németországi múzeumban, így a Berlini Technikai Múzeumban, a müncheni Deutsches Museumban vagy Ausztriában a Bécsi Technikai Múzeumban illetve a bécsújhelyi Aviaticum gyűjteményében.

## Alkalmazók
Osztrák–Magyar Monarchia
 Német Birodalom
 Olasz Királyság
- Olasz Légihadtest

 Kínai Köztársaság
 Norvégia